# Neguțătorul din Veneția
Neguțătorul din Veneția este o piesă de William Shakespeare, despre care se crede că a fost scrisă între 1596 și 1598. 
Este cunoscută în special pentru personajul Shylock și pentru livra de carne. Protagonistul nu este Shylock, ci comerciantul din Veneția, Antonio. 

## Personaje
- Antonio — comerciantul din Venezia
- Prietenii lui Antonio, 
  - Bassanio,
  - Gratiano,
  - Salanio,
  - Salarino,
  - Lorenzo și
  - Salerio
- Portia - o moștenitoare bogată;
- Nerrisa - o slujitoare a lui Portio;
- Slugile Portiei,
  - Balthazar și
  - Stephano
- Tubal - un prieten de-a lui Shiylock;
- Jessica - fiica lui Shylock;
- Launcelot Gobbo - un slujitor de-a lui Shylock;
- Bătrânul Gobbo - tatăl lui Launcelot;
- Leonardo - o slugă de-a lui Bassanio și alții.